# Sociedade Portuguesa de Robótica
A Sociedade Portuguesa de Robótica (SPR) é uma associação sem fins lucrativos cujo principal objectivo é o de promover e estimular o ensino, a investigação científica, o desenvolvimento tecnológico e as aplicações (indústria e serviços) na área da robótica. 

## Actividades
A sociedade promove diversas acções, as quais incluem, entre outras: 
- Festival Nacional de Robótica;
- Publicações regulares;
- Seminários;
- Encontros.